# Dziadek do orzechów (balet)

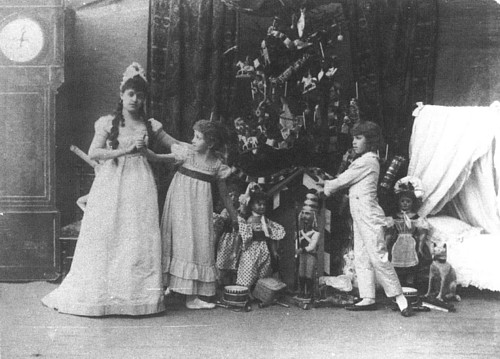
Dziadek do orzechów w pierwszej petersburskiej inscenizacji, 1892

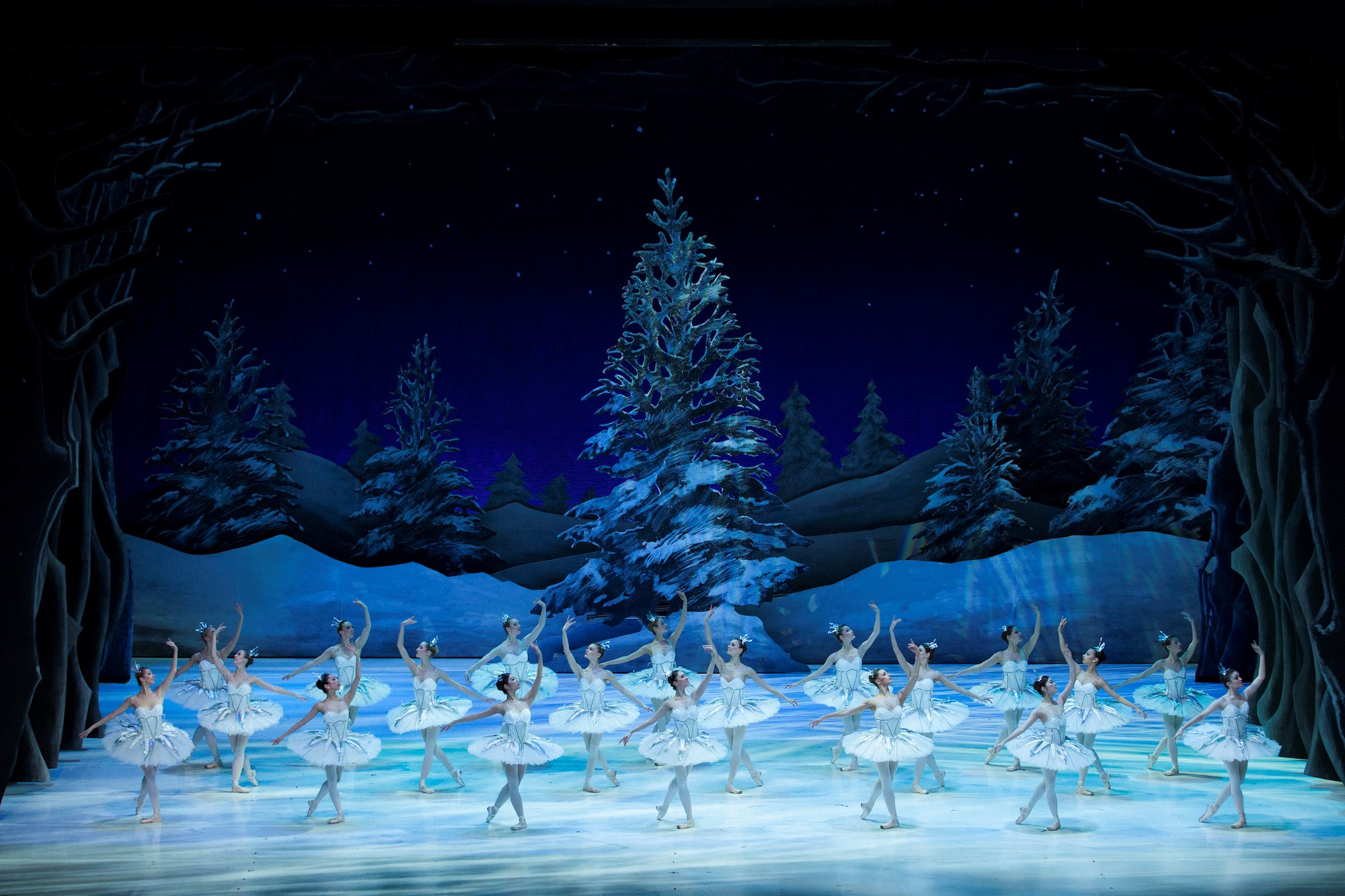
Dziadek do orzechów i król myszy w choreografii Toera van Schayka i Wayne’a Eaglinga, Polski Balet Narodowy

Dziadek do orzechów (ros. Щелкунчик, wymowaⓘ) – balet-feeria w 2 aktach, 3 obrazach z apoteozą, zrealizowany po raz pierwszy w petersburskim Teatrze Maryjskim.
- Libretto: Marius Petipa według opowiadania Dziadek do orzechów E.T.A. Hoffmanna we francuskiej wersji Alexandre’a Dumasa
- Muzyka: Piotr Czajkowski
- Choreografia: Lew Iwanow według planu choreograficznego Mariusa Petipy
- Dyrygent: Riccardo Drigo
- Dekoracje: Konstantin Iwanow i Michaił Boczarow
- Kostiumy: Iwan Wsiewołożski i Jewgienij Ponomariow

Prapremiera: Petersburg, 18 grudnia 1892 (6 grudnia według kalendarza juliańskiego), Teatr Maryjski.
Premiera polska: Bydgoszcz, 10 kwietnia 1958, Studio Operowe, w choreografii Rajmunda Sobiesiaka.

## Osoby
- Drosselmeyer, konstruktor zabawek, ojciec chrzestny Klary
- Klara Silberhaus
- Hans-Peter (Dziadek do Orzechów)
- Radca Silberhaus i jego żona, rodzice Klary
- Fred, brat Klary
- Ludwika, starsza siostra Klary
- Babcia i dziadek Klary
- Narzeczony Ludwiki
- Pokojówka
- Goście radcy i ich dzieci
- Wieszczka Cukrowa i Książę
- Kolombina
- Arlekin
- Żołnierzyk i jego partnerka
- Król Myszy
- Chorąży
- Zabawki, Myszy, Gnomy, Śnieżynki, Mistrz Ceremonii, Kwiaty, Tancerki i Tancerze

## Treść

### Akt I
Przyjęcie w domu Radcy

W domu Radcy trwają przygotowania do bożonarodzeniowego przyjęcia. W salonie, chwilowo niedostępnym dla dzieci, znajduje się pięknie ubrana choinka. Stopniowo pojawiają się zaproszeni goście. Mała Klara marzy o tym, by dorosnąć i dostawać kwiaty od narzeczonego, tak jak jej siostra. Już są wszyscy, zatem otwarto salon. Ukazuje się choinka i złożone pod nią prezenty. Wśród przybyłych obecny jest ojciec chrzestny Klary Drosselmeyer i jemu przypada rola rozdania prezentów. Jako ostatni, pod choinką zostaje Dziadek do Orzechów. Ten ostatni prezent nie budzi zachwytu wśród dzieci i dorosłych, tylko Klara jest nim zauroczona. Odkłada na bok lalkę i przytula niechcianego przez innych Dziadka.
Przyjęcie trwa, wszyscy doskonale się bawią, tylko Fred dokucza Klarze i psuje Dziadka do Orzechów. Na szczęście Drosselmeyer potrafi naprawić zabawkę. Po zakończonym przyjęciu goście rozchodzą się do domów, a Klara przytulając Dziadka do Orzechów zasypia w fotelu.
Sen

We śnie Klara widzi pokojówki, matkę, babcię i dziadka w dziwnych przebraniach. Zza choinki wychodzą myszy. Akcja wkracza w baśniowy klimat. Choinka rośnie, Klara dorośleje a zabawka ożywa. Dziadek do Orzechów dowodzi zabawkowymi żołnierzami, walcząc z myszami. Wojsko używa armaty i z pomocą Klary, zwyciężają.
Dziadek do Orzechów zamienia się w Księcia, a Klara w Księżniczkę. Razem podążają do Krainy Słodyczy.

### Akt II
W Krainie Słodyczy

Księżniczka Klara wraz z Księciem wędrują przez Krainę Słodyczy. Napotykane postacie są ożywiane przez Drosselmeyera. Wędrówce towarzyszy muzyka, a poszczególne postacie wykonują uroczyste tańce. W całej krainie trwa święto z okazji przybycia Książęcej Pary. Odbywa się ceremonia zaślubin. Klara z Księciem wędrują przez Cukrową Łąkę, przechodzą przez Bramę Łakomczuchów, trafiają do Gwiazdkowego Lasu. Płyną przez Jezioro Róż łódką ciągniętą przez delfiny do Konfiturowego Gaju. Dalej wędrują do Cukierkowa – stolicy Cukierkowej Krainy, w której znajduje się Marcepanowy Pałac. W cukierkowym świecie wszystko cudownie i słodko pachnie, wszyscy są weseli. W poszczególnych scenach balet wykonuje tańce charakterystyczne: Taniec wieszczki cukrowej, Taniec hiszpański, Taniec arabski, Taniec chiński, Trepak (Taniec rosyjski), Taniec pasterski. Suitę zamyka Walc kwiatów. Zachwycona Klara w końcu jednak budzi się w fotelu z zabawką w ramionach.